# Gunilla Karlmark
Gunilla Karlmark, senare Engman, född 21 september 1947,  är en svensk före detta friidrottare (häcklöpning, längdhopp och mångkamp). Hon tävlade för klubben Malmö AI. Hon utsågs år 1968 till Stor Grabb/tjej nummer 245.